# Cynoglossus canariensis
Cynoglossus canariensis is een straalvinnige vissensoort uit de familie van hondstongen (Cynoglossidae). De wetenschappelijke naam van de soort is voor het eerst geldig gepubliceerd in 1882 door Steindachner.